# コロニョーラ・アイ・コッリ
コロニョーラ・アイ・コッリ（伊: Colognola ai Colli）は、イタリア共和国ヴェネト州ヴェローナ県にある、人口約8,800人の基礎自治体（コムーネ）。

## 地理

### 位置・広がり

#### 隣接コムーネ
隣接するコムーネは以下の通り。
- ベルフィオーレ
- カルディエーロ
- カッツァーノ・ディ・トラミーニャ
- イッラージ
- ラヴァーニョ
- ソアーヴェ

### 気候分類・地震分類
気候分類では、zona E, 2427 GGに分類される。
また、イタリアの地震リスク階級 (it) では、zona 2 (sismicità media) に分類される。

## 行政

### 分離集落
コロニョーラ・アイ・コッリには、以下の分離集落（フラツィオーネ）がある。
- Monte, Pieve, San Vittore, San Zeno, Strà, Villa (o Pian, sede comunale)

## 姉妹都市
- Colognola、イタリア 1984年